# Paul Balluriau
Jean-Baptiste Balluriau dit Paul Balluriau, né à Oullins en 1860 et mort à Paris en 1917, est un dessinateur, illustrateur et affichiste français.

## Biographie

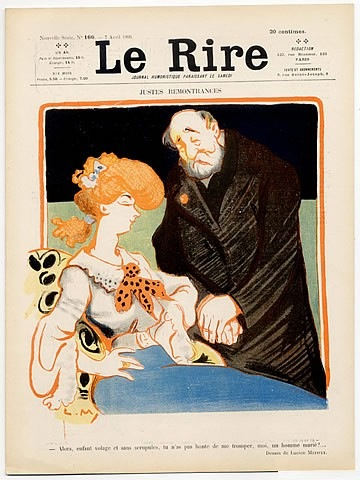
Illustration pour Le Rire (avril 1906).

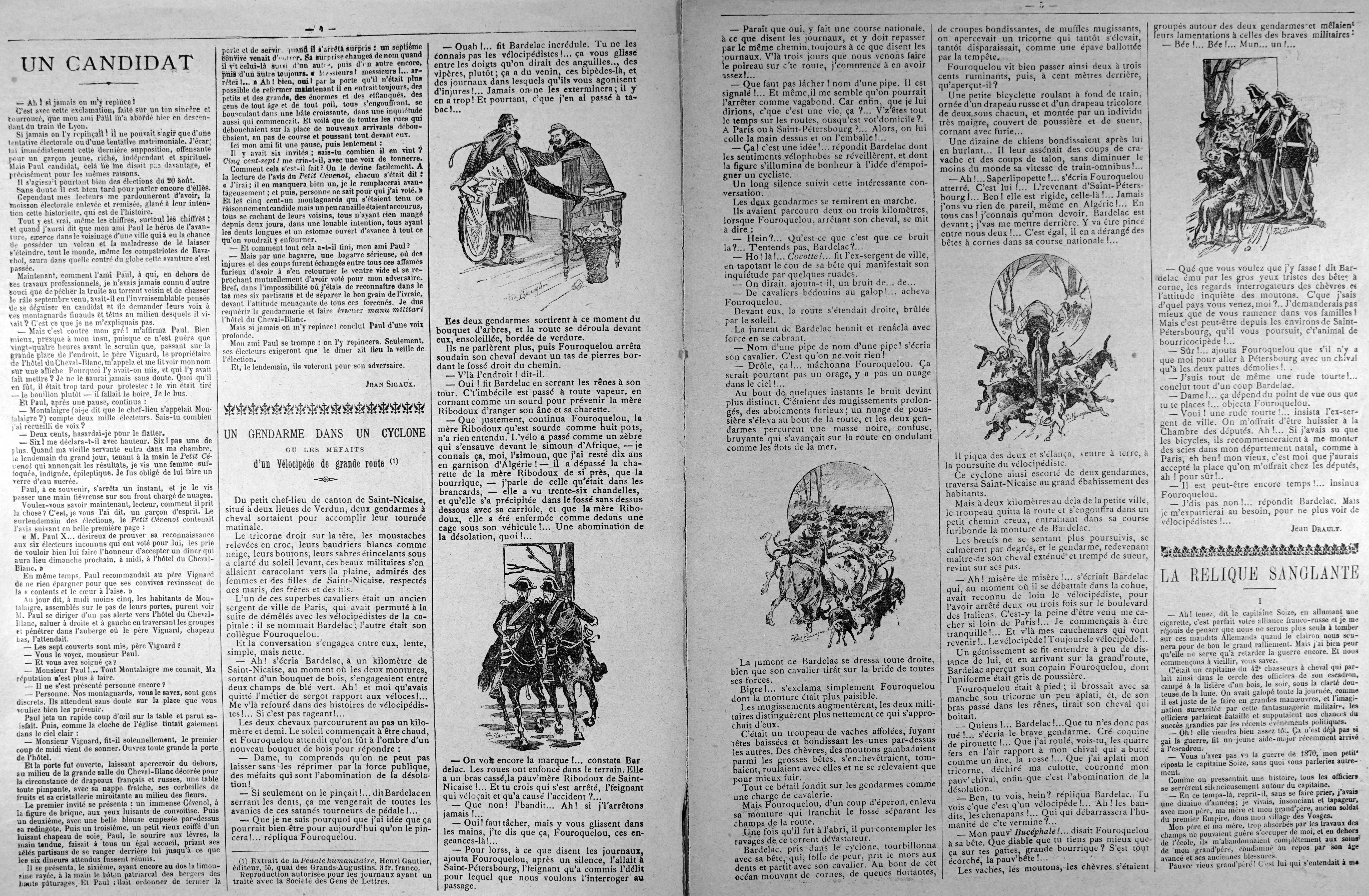
En 1893 dans La Libre Parole illustrée.

Né Jean-Baptiste Balluriau dans le Rhône, il commence comme mécanicien au Creusot.
Autodidacte, il dessine sur modèle vivant, s'inspire de la rue. Il fut aussi escrimeur et membre des Humoristes.
Sous le nom d'artiste de « Paul Balluriau », il est surtout connu en tant que dessinateur caricaturiste et illustrateur : il travaille pour des publications périodiques telles que La Chronique parisienne (1886-1887), Le Journal amusant (1887), Fin de Siècle dont il est le premier directeur artistique (1891-1894), Don Juan (1895-1897), L'Assiette au beurre (1901-1904), Le Rire (1903-1910), Le Journal, Le Courrier français, L'Éclair de Paris...
Pour L'Estampe moderne, il livre une remarquable composition lithographiée, Crépuscule (1897). 
Il est, avec Steinlen, l'un des principaux contributeurs au Gil Blas illustré dont il assure la direction artistique à partir de 1897 jusqu'en 1900.
Par ailleurs, il illustre de nombreux ouvrages et réalise quelques affiches qui vont compter dans les représentations de cette époque.
Il contribue à des recueils de chansons, des partitions et des livrets comme les Chansons du Quartier latin de Paul Delmet ou les Chansons de là-haut et de là-bas de Léon Durocher et il illustre les recueils de chansons de Théodore Botrel. 
Son atelier parisien était situé au 49 boulevard Saint-Marcel.

## Œuvre

### Affiches
- 1892 : Fêtes des Tuileries, août 1892 pour les pauvres de Russie et de France, lith. G. Bataille[3].
- 1894 : Le Journal publie L'Amour à Paris. Mémoires inédits de M. Gorot ancien Chef de la Sûreté[4].
- 1895 :
  - En vente partout Don Juan 10 c. Grand journal illustré, impr. Daquesne[5].
  - Pauvre Femme ! roman inédit par Gaston Rayssac, impr. Caby et Chardin[6].
  - Jouets, 30 Avenue des Ternes, à l’Économie Ménagère, impr. Reullier[7].
  - Le Pôle Nord, 18, rue de Clichy. Patinage perpétuel sur vraie glace, impr. lith. G. Bataille[8].
- 1899 : Chansons de Montmartre, Paul Delmet, dessins de Steinlen / Chansons du Quartier latin, Paul Delmet, dessins de Paul Balluriau, affiche d'intérieur, impr. Eugène Verneau.
- 1901 : 
  - Le Journal publie La Tournée des grands ducs..., Dubut de Laforest, impr. Paul Dupont.
  - Le Journal publie Fleur de Bagne grand roman par Mr. Goron et Émile Gautier, impr. Paul Dupont.
  - Le Petit Théâtre 43 boul. de Clichy, réouverture..., impr. Lithographie nouvelle.
- 1905 : L’Éclair, Ernest Judet directeur, 5 c., rédaction et administration.
- Victime d'amour, roman inédit par Ed. Lepelletier..., impr. Lithographie nouvelle, non datée.
- Les deux mères, roman inédit de Jules de Gastyne, première livraison..., non datée.
- Don Juan de Paris, par Georges Haurigot, S. Schwarz..., impr. Lithographie nouvelle, non datée.

### Ouvrages illustrés
Outre de nombreuses partitions, entre autres pour Paul Delmet :
- Paul Hugounet, Mimes et pierrots : notes et documents inédits pour servir à l'histoire de la pantomime, Fischbacher, 1889.
- Paul Hugounet, Les Turturel : récit parisien, couverture, Paris, E. Dentu, 1890.
- P. Hugounet, La Fin de Pierrot. Pantomime, musique de E. Le Tourneux, Paris, E. Dentu, [1891].
- Jean Drault, La Pédale humanitaire, scènes de la vie vélocipédique, Paris, H. Gautier, 1893.
- Armand Silvestre et al., Noël joyeux…, E. Bernard, 1896.
- Remy Broustaille, Rose frou frou, ill. avec Lubin de Beauvais, Paris, Librairie Antony, 1901.
- Alexandre Kellern, La Grèce antique amoureuse…, Librairie L. Borel, 1902.
- Théodore Botrel, Les chansons de Jean-qui-chante, Paris, Rueff et Gallet, 1907.
- Jacques Sorrèze, Entre deux cœurs : roman de mœurs contemporaines, Paris, Librairie des romans choisis, 1916.